# Les Ormes-sur-Voulzie
Pour les articles homonymes, voir Les Ormes et Voulzie (homonymie).
Les Ormes-sur-Voulzie est une commune française située dans le département de Seine-et-Marne en région Île-de-France.

## Géographie

### Localisation
Le village est situé à 14 km au sud-ouest de Provins et à 24 km au nord-est de Montereau-Fault-Yonne.

### Communes limitrophes
| Paroy                  | Jutigny           | Chalmaison     |
| Luisetaines            | Ormes-sur-Voulzie | Everly         |
| Saint-Sauveur-lès-Bray |                   | Mouy-sur-Seine |

### Relief et géologie
Le nord de la commune fait partie de la plaine cultivée du Montois, le sud de la plaine alluviale boisée et marécageuse de la Bassée.
Elle est classée en zone de sismicité 1, correspondant à une sismicité très faible.

### Hydrographie

#### Réseau hydrographique

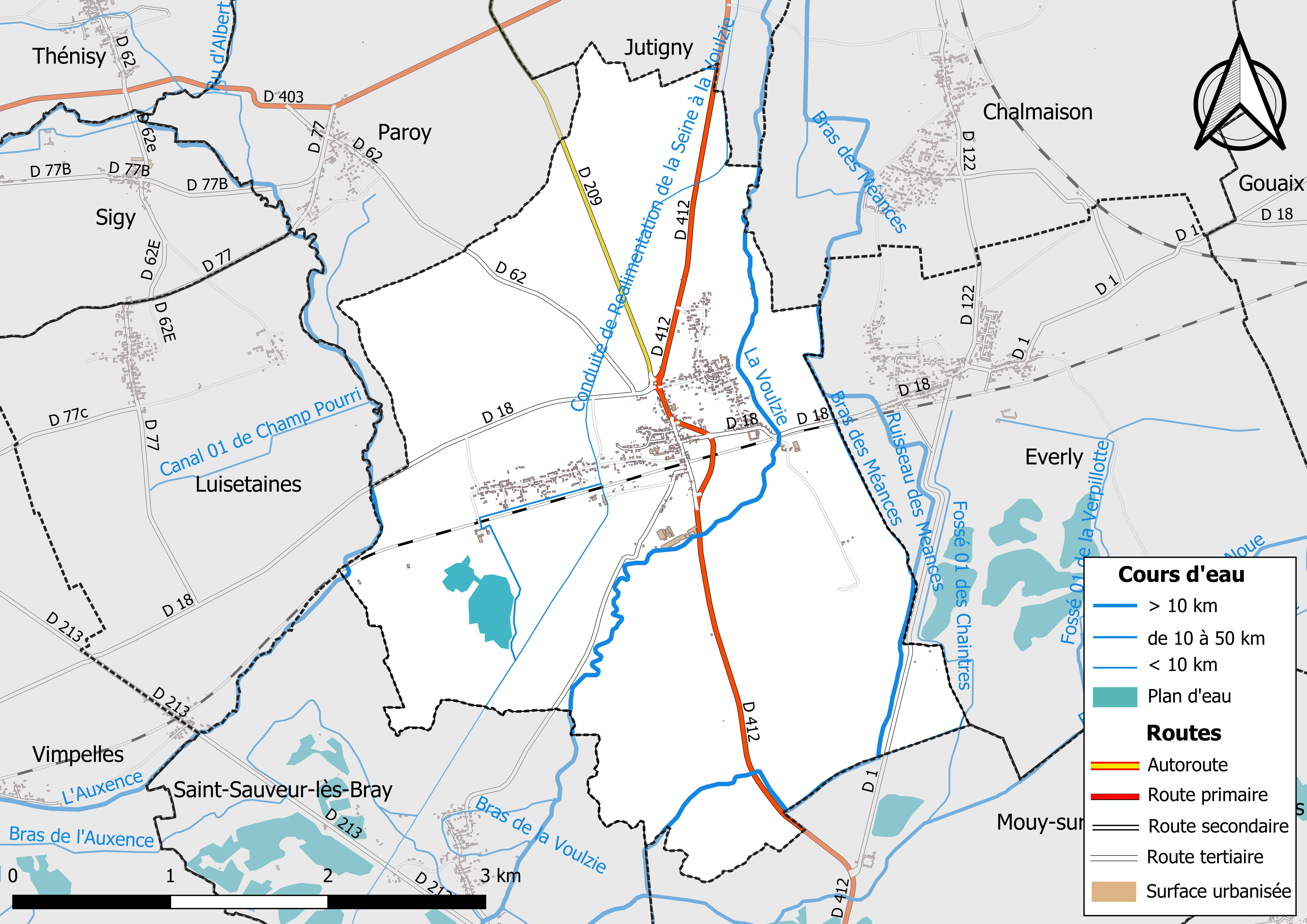
Carte des réseaux hydrographique et routier des Les Ormes-sur-Voulzie.

Le réseau hydrographique de la commune se compose de sept cours d'eau référencés :
- la rivière Auxence (ou la Vieille Seine), longue de 34,18 km[2], affluent en rive droite de la Seine ;
- la rivière Voulzie, longue de 43,86 km[3], affluent de la Seine en rive droite, traverse la commune du nord au sud ;
- le fossé 03 des Pâtures, 1,89 km[4], qui conflue avec le  canal des Ormes ;
- le ruisseau des Méances, long de 27,14 km[5], affluent de la Seine en rive droite, ainsi que :
  - un bras de 1,34 km[6] ;
  - le fossé 01 des Chaintres, canal de 3,04 km[7], conflue avec le ruisseau des Méances.
- le ruisseau des Méances, de 0,69 km[8], qui conflue avec le Grande Noue d'Hermé ;

Par ailleurs, son territoire est également traversé par le canal des Ormes,, aqueduc, conduite forcée de 24,31 km qui conflue avec la Voulzie ;
le canal des Ormes permet de remplacer l'eau de la Voulzie, du Durteint et du Dragon (captée via l'aqueduc de la Voulzie depuis 1925 pour alimenter Paris).
Un pompage permet de redonner aux cours d'eau l'équivalent de ce qui en est prélevé. Le pompage s'effectue à l'usine élévatoire des Ormes-sur-Voulzie où l'eau arrive de la Seine via le canal dit des Ormes, puis refoulée en conduite forcée jusqu'à Provins.
La longueur totale des cours d'eau sur la commune est de 15,58 km.

#### Gestion des cours d'eau
Afin d’atteindre le bon état des eaux imposé par la Directive-cadre sur l'eau du 23 octobre 2000, plusieurs outils de gestion intégrée s’articulent à différentes échelles : le SDAGE, à l’échelle du bassin hydrographique, et le SAGE, à l’échelle locale. Ce dernier fixe les objectifs généraux d’utilisation, de mise en valeur et de protection quantitative et qualitative des ressources en eau superficielle et souterraine. Le département de Seine-et-Marne est couvert par six SAGE, au sein du bassin Seine-Normandie.
La commune fait partie du SAGE « Bassée Voulzie », en cours d'élaboration en décembre 2020. Le territoire de ce SAGE concerne 144 communes dont 73 en Seine-et-Marne, 50 dans l'Aube, 15 dans la Marne et 6 dans l'Yonne, pour une superficie de 1 710 km2,. Le pilotage et l’animation du SAGE sont assurés par Syndicat Mixte Ouvert de l’eau potable, de l’assainissement collectif, de l’assainissement non collectif, des milieux aquatiques et de la démoustication (SDDEA), qualifié de « structure porteuse ».

### Climat
Pour des articles plus généraux, voir Climat de l'Île-de-France et Climat de Seine-et-Marne.
En 2010, le climat de la commune est de type climat océanique dégradé des plaines du Centre et du Nord, selon une étude du CNRS s'appuyant sur une série de données couvrant la période 1971-2000. En 2020, Météo-France publie une typologie des climats de la France métropolitaine dans laquelle la commune est exposée à un climat océanique altéré et est dans la région climatique Nord-est du bassin Parisien, caractérisée par un ensoleillement médiocre, une pluviométrie moyenne régulièrement répartie au cours de l’année et un hiver froid (3 °C).
Pour la période 1971-2000, la température annuelle moyenne est de 10,8 °C, avec une amplitude thermique annuelle de 15,7 °C. Le cumul annuel moyen de précipitations est de 724 mm, avec 11,6 jours de précipitations en janvier et 7,6 jours en juillet. Pour la période 1991-2020, la température moyenne annuelle observée sur la station météorologique la plus proche, située sur la commune de Voulton à 19 km à vol d'oiseau, est de 11,3 °C et le cumul annuel moyen de précipitations est de 740,8 mm,. Pour l'avenir, les paramètres climatiques de la commune estimés pour 2050 selon différents scénarios d'émission de gaz à effet de serre sont consultables sur un site dédié publié par Météo-France en novembre 2022.

### Milieux naturels et biodiversité

#### Espaces protégés
La protection réglementaire est le mode d’intervention le plus fort pour préserver des espaces naturels remarquables et leur biodiversité associée,.
Un  espace protégé est présent sur la commune : 
la réserve naturelle nationale de « La Bassée », d'une superficie de 867 ha, la plus grande d’Île de France. Elle englobe une mosaïque de milieux, étroitement liés à la dynamique de la Seine et des noues, qui abrite un patrimoine naturel d'exception,.

#### Réseau Natura 2000

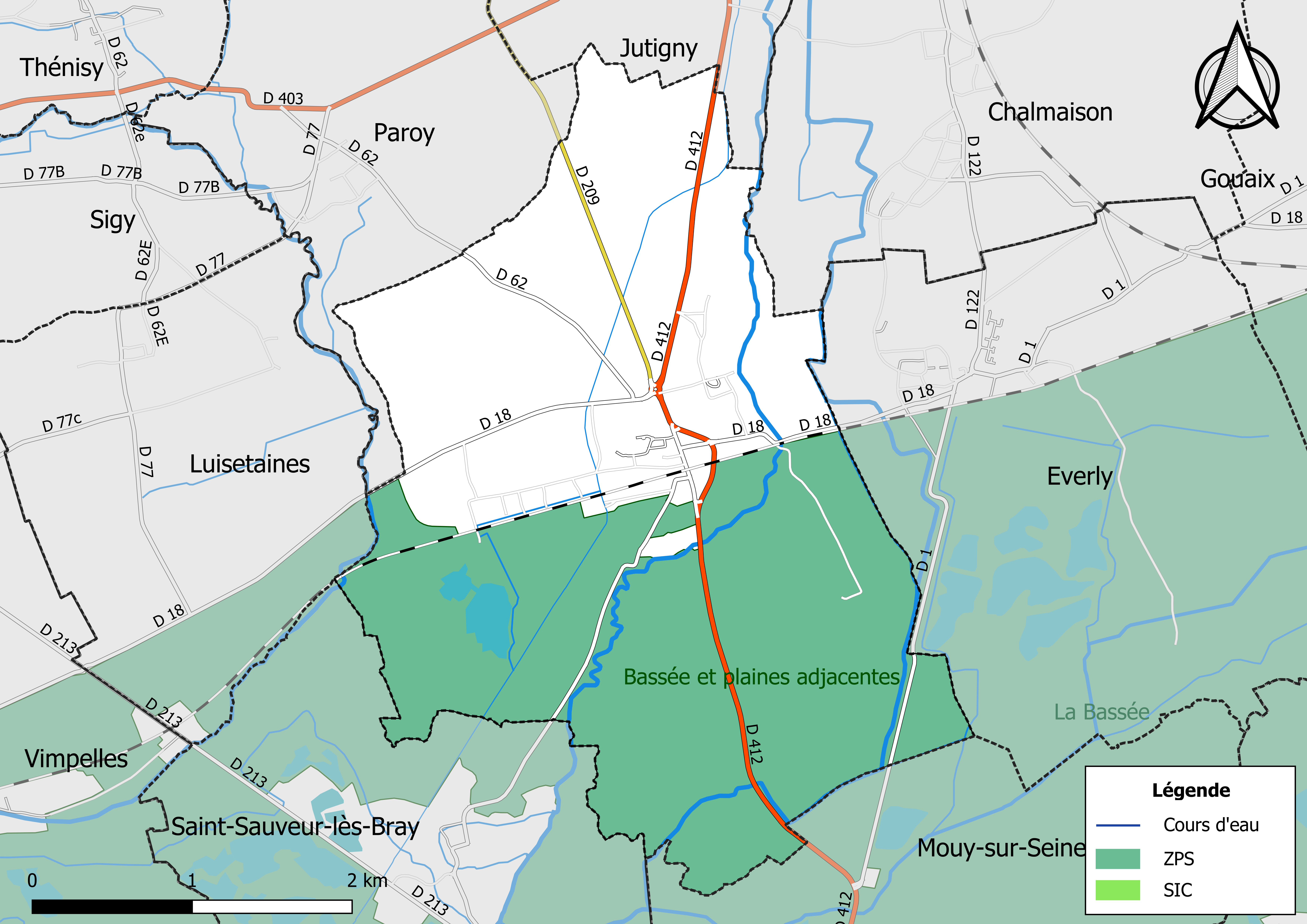
Sites Natura 2000 sur le territoire communal.

Le réseau Natura 2000 est un réseau écologique européen de sites naturels d’intérêt écologique élaboré à partir des Directives « Habitats » et « Oiseaux ». Ce réseau est constitué de Zones spéciales de conservation (ZSC) et de Zones de protection spéciale (ZPS). Dans les zones de ce réseau, les États Membres s'engagent à maintenir dans un état de conservation favorable les types d'habitats et d'espèces concernés, par le biais de mesures réglementaires, administratives ou contractuelles.
Un site Natura 2000 a été défini sur la commune au titre de la « directive Habitats », : 
- la « Bassée », d'une superficie de 1 403 ha, une vaste plaine alluviale de la Seine. Elle abrite la plus grande et l’une des dernières forêts alluviales du Bassin parisien ainsi qu’un ensemble relictuel de prairies humides[26],[27].

et un  au titre de la « directive Oiseaux » :  
- la « Bassée et plaines adjacentes », d'une superficie de 27 643 ha, une vaste plaine alluviale de la Seine bordée par un coteau marqué au nord et par un plateau agricole au sud. Elle abrite une importante diversité de milieux qui conditionnent la présence d’une avifaune très riche[28],[29].

#### Zones naturelles d'intérêt écologique, faunistique et floristique
L’inventaire des zones naturelles d'intérêt écologique, faunistique et floristique (ZNIEFF) a pour objectif de réaliser une couverture des zones les plus intéressantes sur le plan écologique, essentiellement dans la perspective d’améliorer la connaissance du patrimoine naturel national et de fournir aux différents décideurs un outil d’aide à la prise en compte de l’environnement dans l’aménagement du territoire.
Le territoire communal des Ormes-sur-Voulzie comprend trois ZNIEFF de type 1,, : 
- les « Boisements et Zones humides des Sauvageons et de Chasse-Foins » (83,6 ha)[31] ;
- les « Marais du Vieux Mouy, Ruisseau des Meances et bois des Soixante » (144,13 ha), couvrant 3 communes du département[32],
- la « Reserve de la Bassée et Abords » (1 062,13 ha), couvrant 8 communes du département[33] ;

et une ZNIEFF de type 2,, 
la « vallée de la Seine entre Montereau et Melz-sur-Seine (Bassée) » (14 216,75 ha), couvrant 26 communes du département.

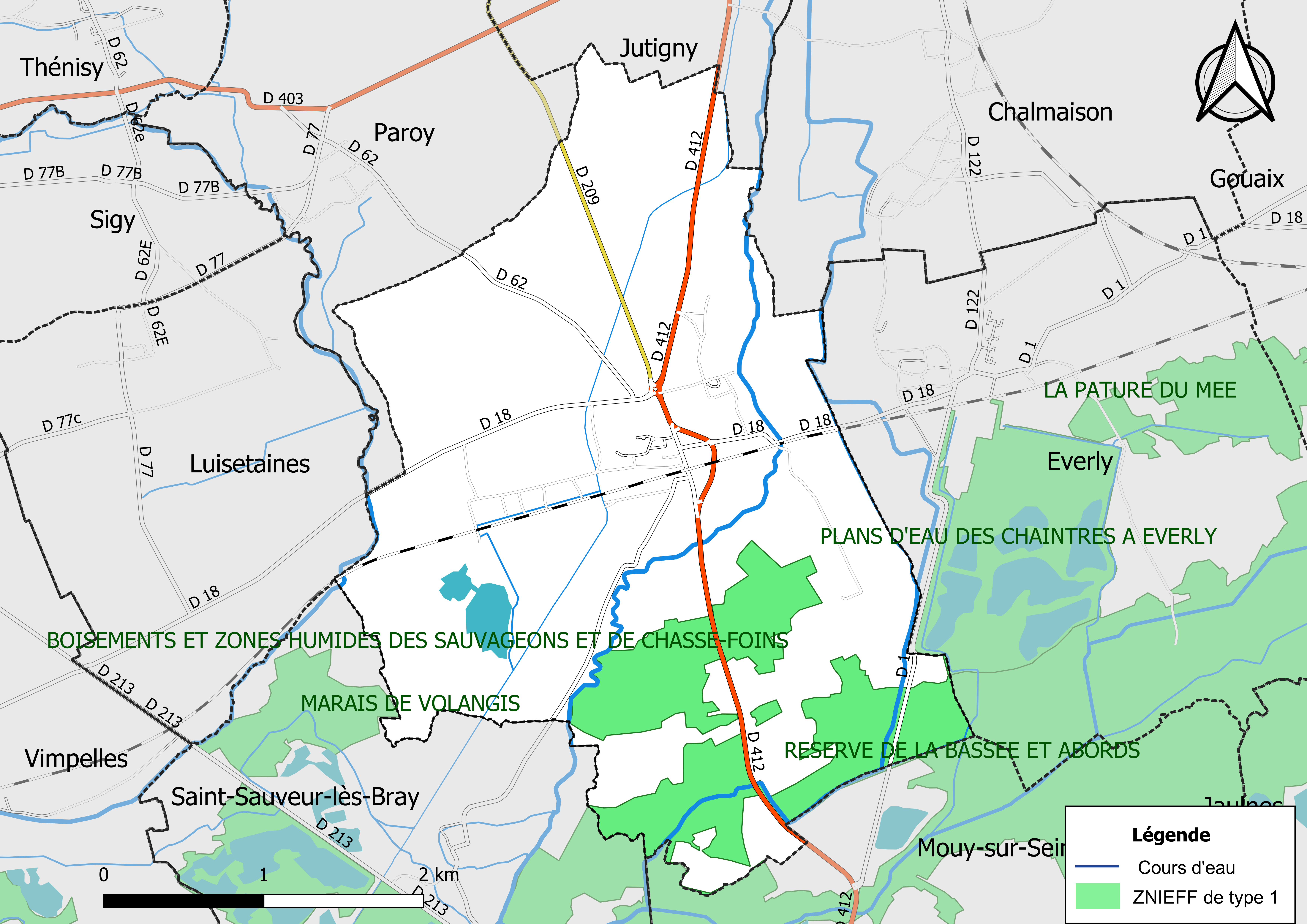
Carte des ZNIEFF de type 1 de la commune.
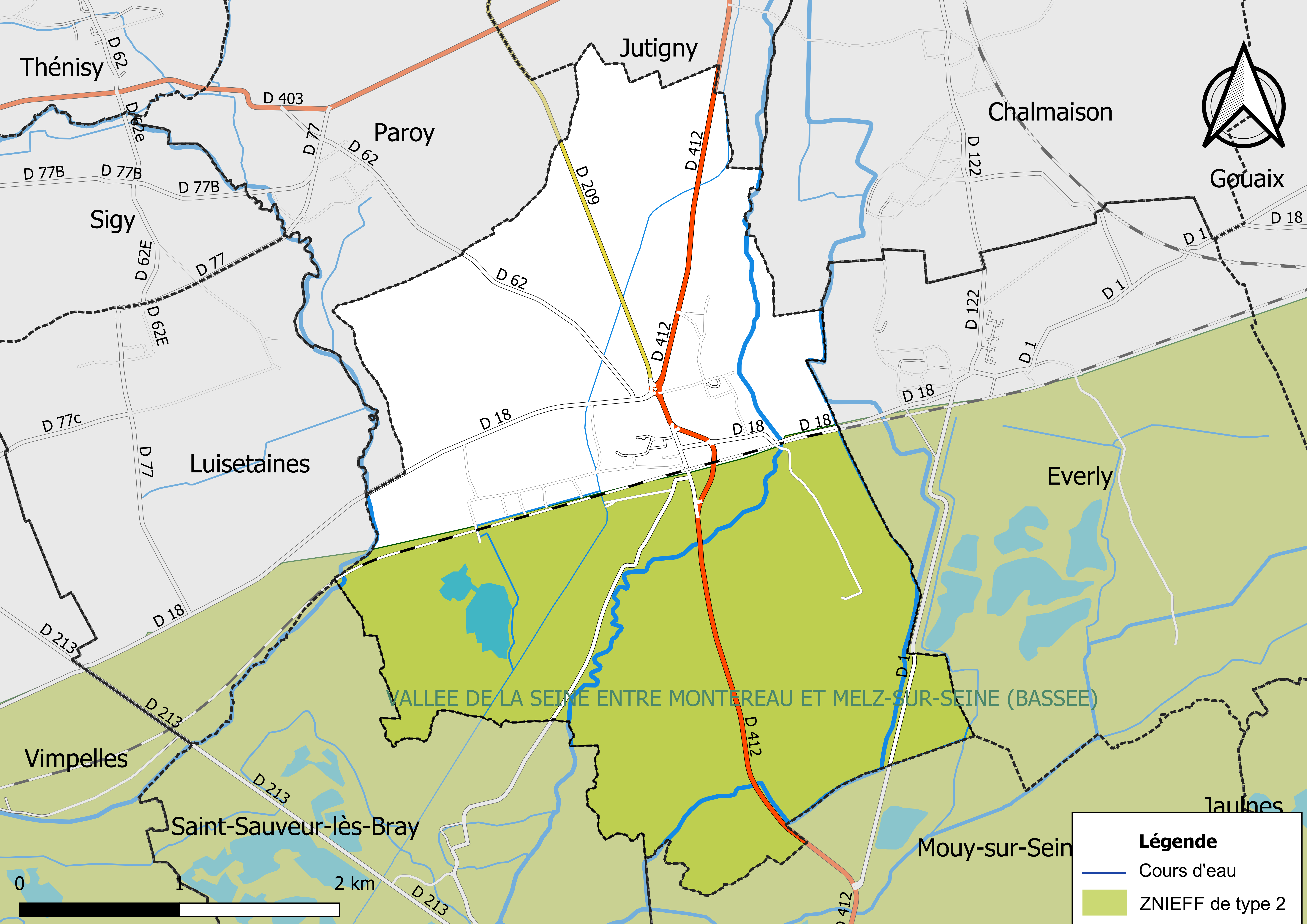
Carte des ZNIEFF de type 2 de la commune.

## Urbanisme

### Typologie
Au 1er janvier 2024, Les Ormes-sur-Voulzie est catégorisée commune rurale à habitat dispersé, selon la nouvelle grille communale de densité à sept niveaux définie par l'Insee en 2022.
Elle est située hors unité urbaine. Par ailleurs la commune fait partie de l'aire d'attraction de Paris, dont elle est une commune de la couronne,. Cette aire regroupe 1 929 communes,.

### Lieux-dits et écarts
La commune compte 63 lieux-dits administratifs répertoriés consultables ici (source : le fichier Fantoir) dont Couture, Moulin d'Ocle, Châtellot (moulin).
Il y a trois parties dans Les Ormes : 
- Le bourg
- Couture
- Moulin d'Ocle.

La continuité entre le bourg et Moulin d'Ocle date des constructions continues le long du Sentier de la Messe à la fin des années 1980.

### Occupation des sols
L'occupation des sols de la commune, telle qu'elle ressort de la base de données européenne d’occupation biophysique des sols Corine Land Cover (CLC), est marquée par l'importance des territoires agricoles (53,7 % en 2018), en diminution par rapport à 1990 (57 %). La répartition détaillée en 2018 est la suivante : 
terres arables (53,7% ), forêts (33,1% ), zones urbanisées (6,7% ), eaux continentales (4,4% ), mines, décharges et chantiers (2,2 %).
Parallèlement, L'Institut Paris Région, agence d'urbanisme de la région Île-de-France, a mis en place un inventaire numérique de l'occupation du sol de l'Île-de-France, dénommé le MOS (Mode d'occupation du sol), actualisé régulièrement depuis sa première édition en 1982. Réalisé à partir de photos aériennes, le Mos distingue les espaces naturels, agricoles et forestiers mais aussi les espaces urbains (habitat, infrastructures, équipements, activités économiques, etc.) selon une classification pouvant aller jusqu'à 81 postes, différente de celle de Corine Land Cover,,. L'Institut met également à disposition des outils permettant de visualiser par photo aérienne l'évolution de l'occupation des sols de la commune entre 1949 et 2018.

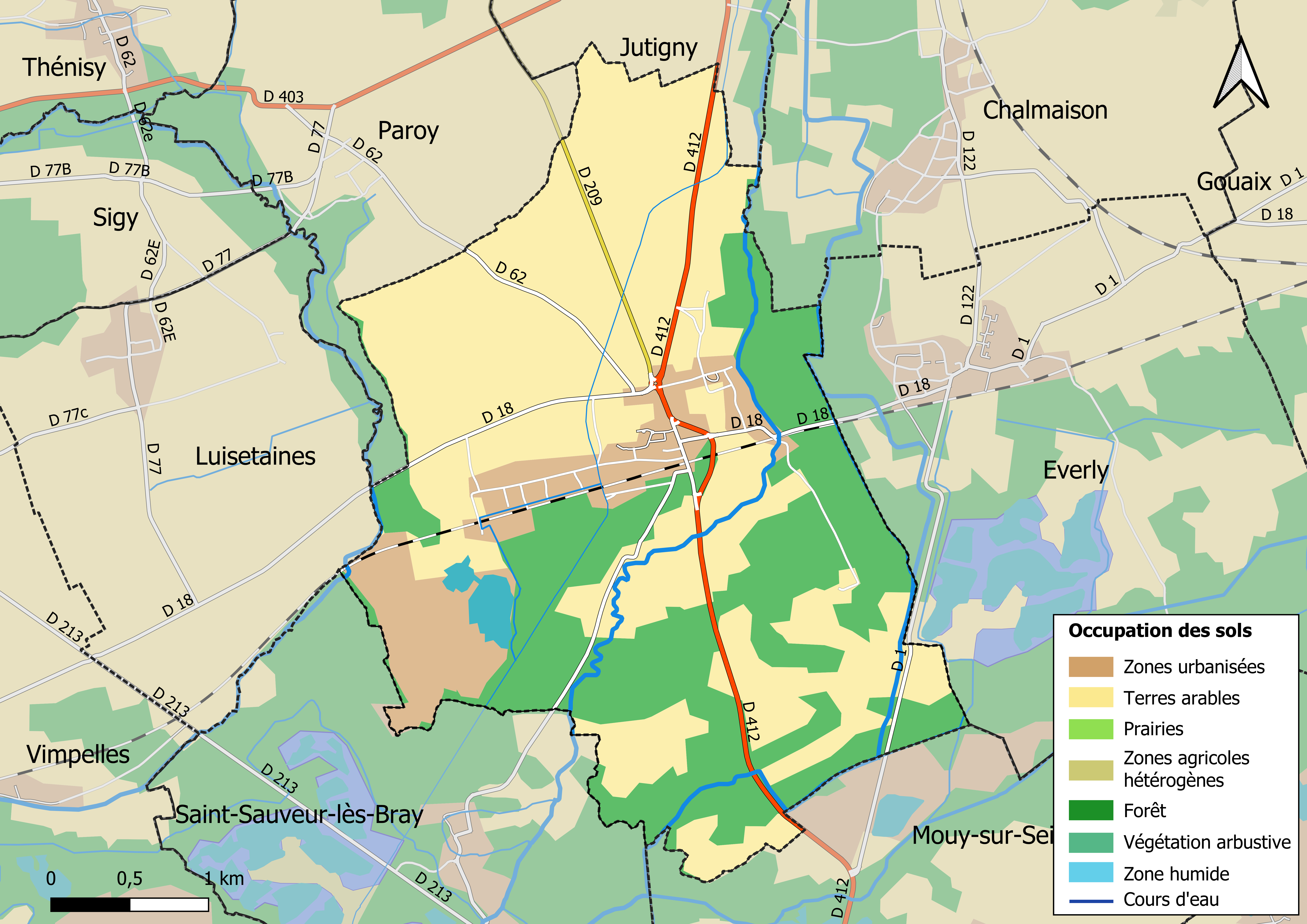
Carte des infrastructures et de l'occupation des sols en 2018 (CLC) de la commune.
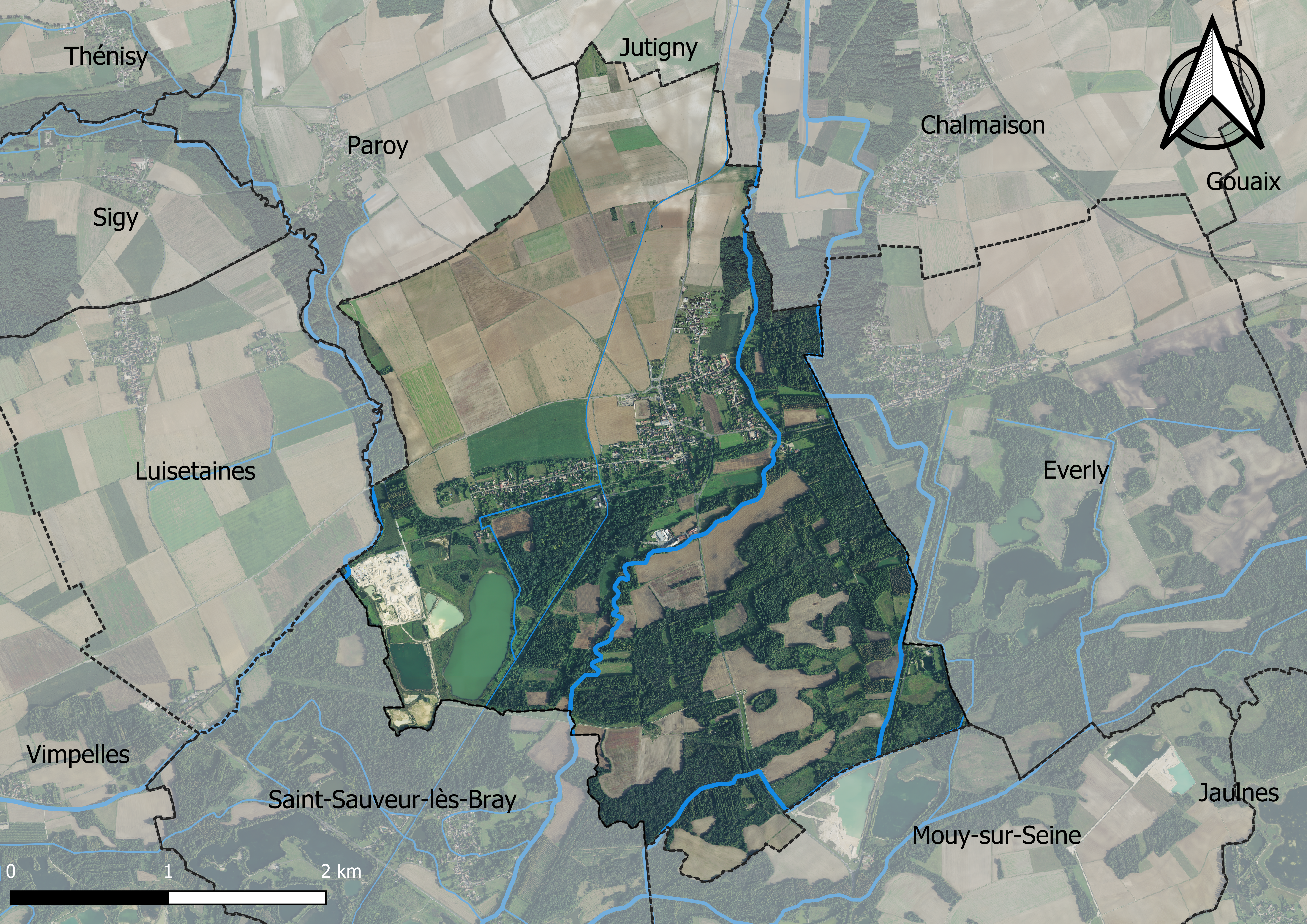
Carte orhophotogrammétrique de la commune.

### Planification
La loi SRU du 13 décembre 2000 a incité les communes à se regrouper au sein d’un établissement public, pour déterminer les partis d’aménagement de l’espace au sein d’un SCoT, un document d’orientation stratégique des politiques publiques à une grande échelle et à un horizon de 20 ans et s'imposant aux documents d'urbanisme locaux, les PLU (Plan local d'urbanisme). La commune est dans le territoire du SCOT Grand Provinois, dont le projet a été arrêté le 29 janvier 2020, porté par le syndicat mixte d’études et de programmation (SMEP) du Grand Provinois, qui regroupe les Communautés de Communes du Provinois et de Bassée-Montois, soit 82 communes.
La commune, en 2019, avait engagé l'élaboration d'un plan local d'urbanisme. Un plan local d'urbanisme intercommunal couvrant le territoire de la communauté de communes de la Bassée - Montois était en élaboration,.

### Logement
En 2016, le nombre total de logements dans la commune était de 
399 dont 96,2 % de maisons et 2,8 % d’appartements.
Parmi ces logements, 84,3 % étaient des résidences principales, 8,6 % des résidences secondaires et 7,1 % des logements vacants.
La part des ménages fiscaux propriétaires de leur résidence principale s’élevait à 88,3 % contre 8,7 % de locataires dont, 0,3 % de logements HLM loués vides (logements sociaux) et, 3 % logés gratuitement.

### Voies de communication et transports
La commune est traversée par la ligne de chemin de fer de Flamboin-Gouaix à Montereau, réhabilitée en 2011 pour le passage de trains de fret (granulats et éventuellement de céréales).
Elle est desservie par les lignes 3201, 3240 et 3257 du réseau de bus Provinois - Brie et Seine.

## Toponymie
Le nom de la localité est mentionné sous les formes Les Ormes vers 1222 (Livre des vassaux) ; Les Ourmes en Brie vers 1260 ; Les Hormes en 1275 ; Saint Martin des Hormes en 1275 ; Ourmes en 1276 ; Ulmae au XIIIe siècle ; Ulmis vers 1350 (Pouillé).
La forme ancienne de l'orme, oulme (du latin ulmus) a donné de nombreux toponymes, dont le nombre indique la grande présence de cet arbre. L'orme est un arbre de haute futaie, et fournit un excellent bois d'œuvre, pratiquement comparable au bois de chêne.
La Voulzie a donné son hydronyme à la commune.

## Histoire
On trouve dans un faux diplôme de Lothaire sur les seigneurs de Bray, l'expression Centumliis qui serait une déformation de l’expression latine Cent-Ulmis qui elle signifie « Cent Ormes ». Or dans la commune actuelle des Ormes-sur-Voulzie, juste au nord du Prieuré Saint-Sauveur figurent encore dans le cadastre actuel trois lieux-dits contigus formant un ensemble cohérent - Le Châtelet, Les Soixante, Les Quarante – soit au haut Moyen Âge une maison forte entourée d’une double cour castrale formant Cent Ormes si l’on se fie au nom de la commune et surtout au biotope local. Ce lieu contrôlait à la fois la route médiévale Sens-Provins passant par Bray et la route antique qui passait un peu plus à l’est par Jaulnes. Il apparaît comme un châtelet faisant office de poste frontière (militaire et péage) pour le comté de Provins en regard de celui de Bray-sur-Seine, pour le comté de Sens. La ferme des Aulins voyait se rencontrer les deux routes venant de Jaulnes et de Bray : juste après le voyageur devait passer devant les Cent-Ormes, large retranchement fait de matériau léger comme on peut en rencontrer au Xe siècle. La terre du prieuré de Saint-Sauveur-lès-Bray, elle, apparait comme issue du domaine initial de ce castrum provinois.
En 1789, Les Ormes faisait partie de l'élection de Nogent et de la généralité de Troyes, et suivait la coutume de Troyes. L'église paroissiale, dédiée à Notre-Dame, appartenait au diocèse de Sens, doyenné de Provins ; le chapitre de Saint-Quiriace de Provins en était collateur.
Création du logo en forme de blason des Ormes dans les années 1980, sa marraine était la femme du maire de l'époque. Logo en forme de blason en trois parties, pour symboliser les trois éléments de la commune (Couture, le Bourg, Moulin d'Ocle)

## Politique et administration

### Liste des maires
| Période                                  | Période   | Identité        | Étiquette | Qualité      |
| ---------------------------------------- | --------- | --------------- | --------- | ------------ |
| Les données manquantes sont à compléter. |           |                 |           |              |
| mars 1977                                | ?         | James Marin     | SE        | agriculteur  |
|                                          |           |                 |           |              |
| 1995                                     | 2008      | Gilles Vitu     | SE        | enseignant   |
| mars 2008                                | mars 2014 | Philippe Vernet | SE        | retraité EdF |
| mars 2014                                | En cours  | Yannick Maury   | SE        | Retraité edf |

### Jumelages
- Bianzano (Italie)

## Équipements et services

### Eau et assainissement
L’organisation de la distribution de l’eau potable, de la collecte et du traitement des eaux usées et pluviales relève des communes. La loi NOTRe de 2015 a accru le rôle des EPCI à fiscalité propre en leur transférant cette compétence. Ce transfert devait en principe être effectif au 1er janvier 2020, mais la loi Ferrand-Fesneau du 3 août 2018 a introduit la possibilité d’un report de ce transfert au 1er janvier 2026,.

#### Assainissement des eaux usées
En 2020, la gestion du service d'assainissement collectif de la commune des Ormes-sur-Voulzie est assurée par le SICTEU de Chalmaison, Éverly, Les Ormes sur Voulzie pour la collecte, le transport et la dépollution. Ce service est géré en délégation par une entreprise privée, dont le contrat arrive à échéance le 13 mars 2026,,.
L’assainissement non collectif (ANC) désigne les installations individuelles de traitement des eaux domestiques qui ne sont pas desservies par un réseau public de collecte des eaux usées et qui doivent en conséquence traiter elles-mêmes leurs eaux usées avant de les rejeter dans le milieu naturel. La communauté de communes de la Bassée - Montois (CCBM) assure pour le compte de la commune le service public d'assainissement non collectif (SPANC), qui a pour mission de vérifier la bonne exécution des travaux de réalisation et de réhabilitation, ainsi que le bon fonctionnement et l’entretien des installations,.

#### Eau potable
En 2020, l'alimentation en eau potable est assurée par la commune qui en a délégué la gestion à l'entreprise Suez,,.
Les nappes de Beauce et du Champigny sont classées en zone de répartition des eaux (ZRE), signifiant un déséquilibre entre les besoins en eau et la ressource disponible. Le changement climatique est susceptible d’aggraver ce déséquilibre. Ainsi afin de renforcer la garantie d’une distribution d’une eau de qualité en permanence sur le territoire du département, le troisième Plan départemental de l’eau signé, le 3 octobre 2017, contient un plan d’actions afin d’assurer avec priorisation la sécurisation de l’alimentation en eau potable des Seine-et-Marnais. A cette fin a été préparé et publié en décembre 2020 un schéma départemental d’alimentation en eau potable de secours dans lequel huit secteurs prioritaires sont définis. La commune fait partie du secteur Bassée Montois.

## Population et société

### Démographie
Les habitants sont appelés les Ormois ; ils sont aussi appelés Ormiots et Ormiottes (désignation par les habitants eux-mêmes entendue jusque dans les années 1990).
L'évolution du nombre d'habitants est connue à travers les recensements de la population effectués dans la commune depuis 1793. Pour les communes de moins de 10 000 habitants, une enquête de recensement portant sur toute la population est réalisée tous les cinq ans, les populations de référence des années intermédiaires étant quant à elles estimées par interpolation ou extrapolation. Pour la commune, le premier recensement exhaustif entrant dans le cadre du nouveau dispositif a été réalisé en 2004.

En 2022, la commune comptait 862 habitants, en évolution de +0,35 % par rapport à 2016 (Seine-et-Marne : +3,92 %, France hors Mayotte : +2,11 %).
| 1793 | 1800 | 1806 | 1821 | 1831 | 1836 | 1841 | 1846 | 1851 |
| ---- | ---- | ---- | ---- | ---- | ---- | ---- | ---- | ---- |
| 640  | 733  | 712  | 727  | 795  | 795  | 807  | 838  | 923  |

| 1856 | 1861 | 1866 | 1872 | 1876 | 1881 | 1886 | 1891 | 1896 |
| ---- | ---- | ---- | ---- | ---- | ---- | ---- | ---- | ---- |
| 948  | 932  | 901  | 853  | 819  | 689  | 717  | 690  | 728  |

| 1901 | 1906 | 1911 | 1921 | 1926 | 1931 | 1936 | 1946 | 1954 |
| ---- | ---- | ---- | ---- | ---- | ---- | ---- | ---- | ---- |
| 708  | 779  | 784  | 661  | 758  | 781  | 695  | 720  | 702  |

| 1962 | 1968 | 1975 | 1982 | 1990 | 1999 | 2004 | 2006 | 2009 |
| ---- | ---- | ---- | ---- | ---- | ---- | ---- | ---- | ---- |
| 672  | 663  | 651  | 688  | 737  | 823  | 849  | 859  | 832  |

| 2014 | 2019 | 2022 | - | - | - | - | - | - |
| ---- | ---- | ---- | - | - | - | - | - | - |
| 865  | 856  | 862  | - | - | - | - | - | - |

## Économie

### Secteurs d'activité

#### Agriculture
Les Ormes-sur-Voulzie est dans la petite région agricole dénommée la « Bassée » ou « Basse Seine », au sud-est du département. En 2010, l'orientation technico-économique de l'agriculture sur la commune est la culture de céréales et d'oléoprotéagineux (COP).
Si la productivité agricole de la Seine-et-Marne se situe dans le peloton de tête des départements français, le département enregistre un double phénomène de disparition des terres cultivables (près de 2 000 ha par an dans les années 1980, moins dans les années 2000) et de réduction d'environ 30 % du nombre d'agriculteurs dans les années 2010. Cette tendance se retrouve au niveau de la commune où le nombre d’exploitations est passé de 10 en 1988 à 4 en 2010. Parallèlement, la taille de ces exploitations augmente, passant de 63 ha en 1988 à 147 ha en 2010.
Le tableau ci-dessous présente les principales caractéristiques des exploitations agricoles des Ormes-sur-Voulzie, observées sur une période de 22 ans : 
|                                      | 1988 | 2000 | 2010 |
| ------------------------------------ | ---- | ---- | ---- |
| Dimension économique,                |      |      |      |
| Nombre d’exploitations (u)           | 10   | 6    | 4    |
| Travail (UTA)                        | 11   | 8    | 4    |
| Surface agricole utilisée (ha)       | 625  | 567  | 587  |
| Cultures                             |      |      |      |
| Terres labourables (ha)              | 612  | 564  | 587  |
| Céréales (ha)                        | 487  | 404  | 360  |
| dont blé tendre (ha)                 | 179  | 239  | 178  |
| dont maïs-grain et maïs-semence (ha) | 253  | s    | s    |
| Tournesol (ha)                       | 24   | s    | s    |
| Colza et navette (ha)                | 56   | 75   | 104  |
| Élevage                              |      |      |      |
| Cheptel (UGBTA)                      | 33   | 0    | 0    |

## Culture locale et patrimoine

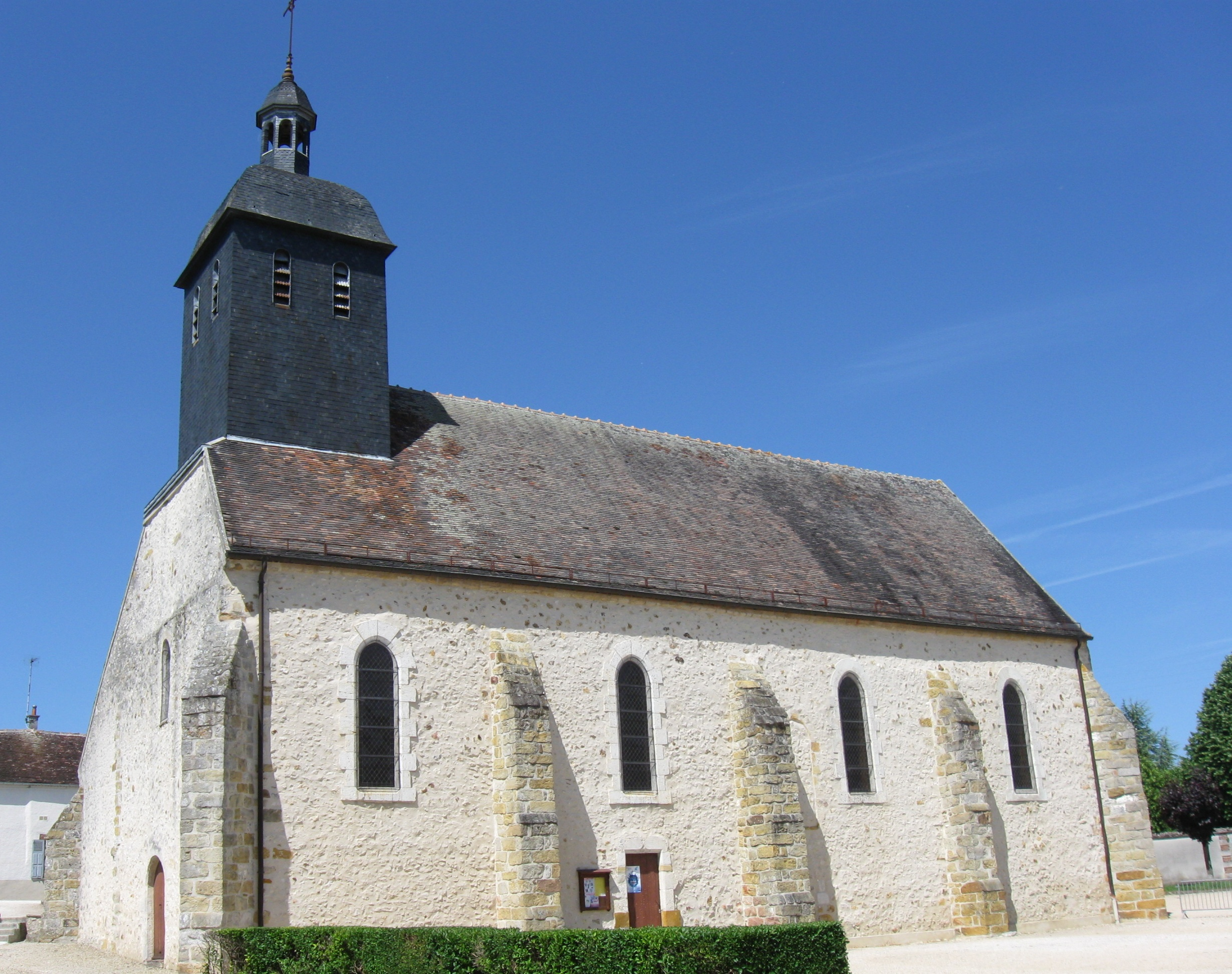
L'église Notre-Dame.

### Lieux et monuments
- L'église Notre-Dame-de-l'Assomption, XVIe siècle

### Personnalités liées à la commune
- Roger Benenson (1900-1945), ouvrier mécanicien, élu député communiste (PCF) de la circonscription de Provins (Seine-et-Marne) en 1936 puis conseiller général du canton de Provins en octobre 1937. Mort en déportation en juin 1944.